# Estinzione dell'umanità

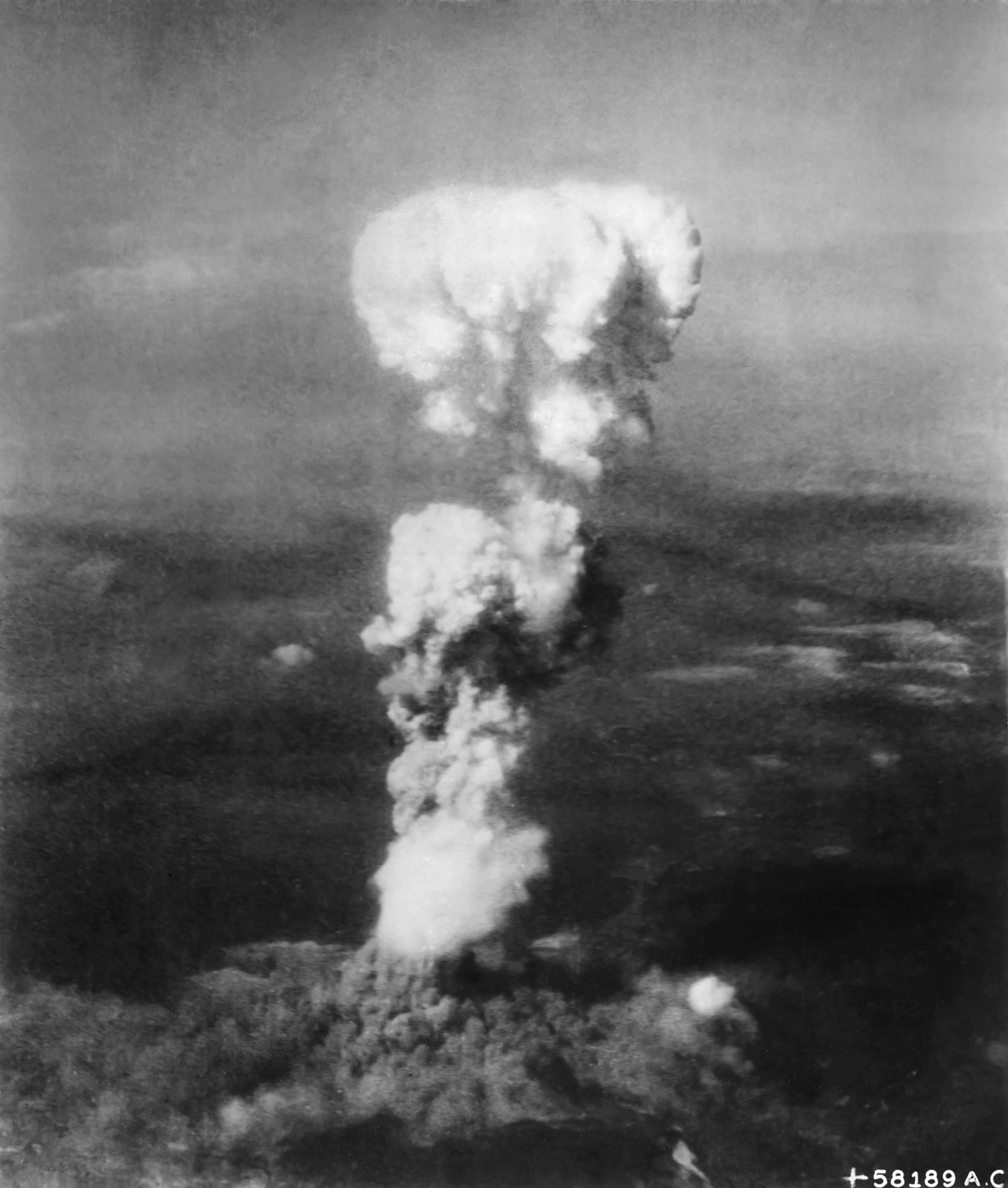
La guerra nucleare è uno degli esempi di estinzione dell’umanità.

Nell'ambito della futurologia, l'estinzione dell'umanità è la sparizione della specie umana.

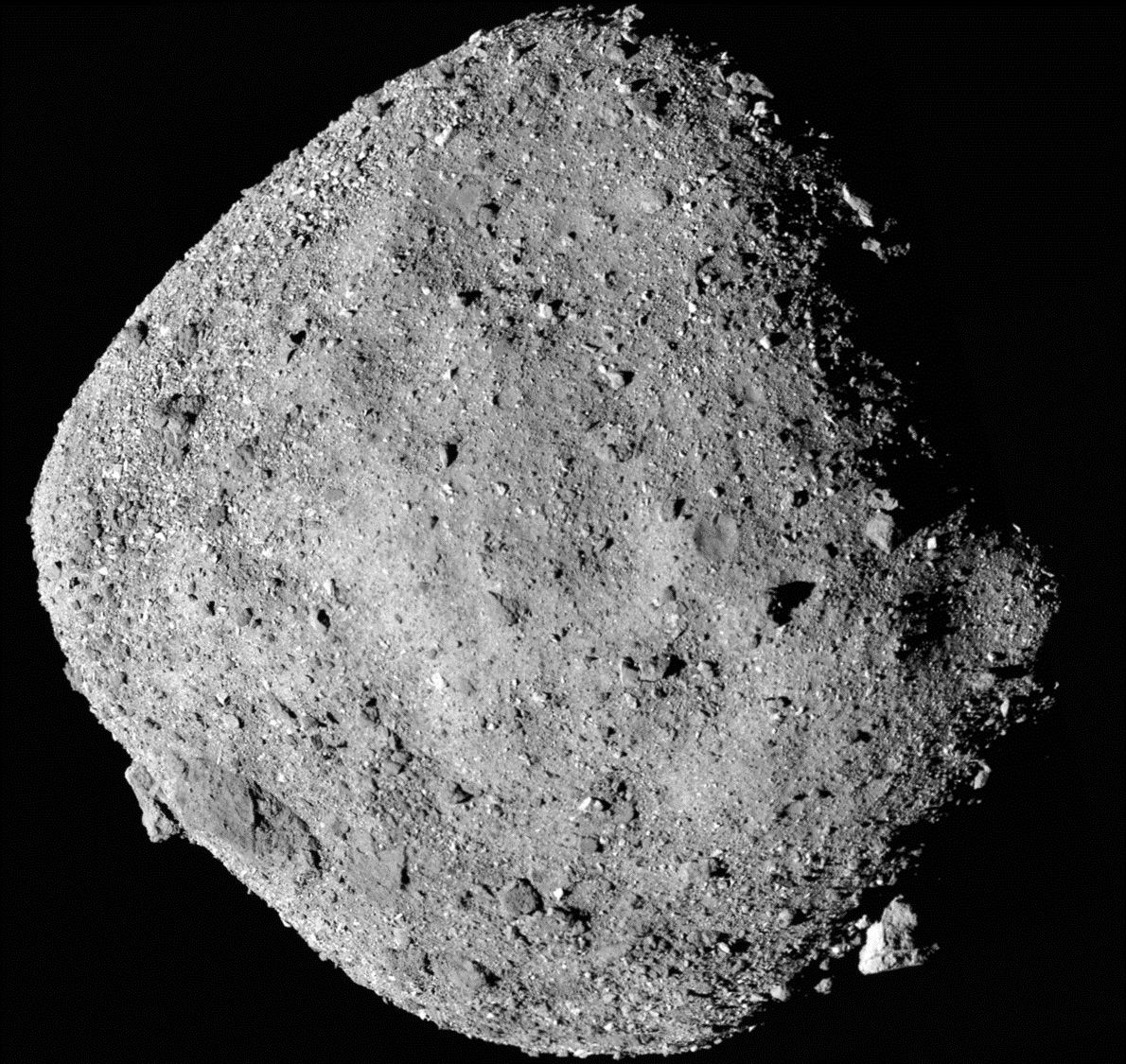
Un futuro e possibile impatto con un asteroide di enormi dimensioni rimane ancora ad oggi una delle cause più accreditate estinzione di massa. Nella foto, il 101955 Bennu, corpo celeste che suscitò molte preoccupazioni agli scienziati della NASA nel 2021.

Per il futuro prossimo sono stati ipotizzati molti scenari di estinzione antropogenica: olocausto nucleare, sovrappopolazione, guerra biologica e accidentale pandemia, collasso ecologico, impatto di un asteroide, tsunami, tornadi, terremoti in serie e riscaldamento globale; in aggiunta, potrebbero essere causa di nuove possibilità di estinzione alcune tecnologie emergenti, come l'intelligenza artificiale avanzata o nanorobot autoreplicanti. La probabilità dell'estinzione antropogenica dell'umanità nei prossimi secoli è un argomento oggigiorno molto dibattuto.
L'estinzione della specie umana è un tema ricorrente delle opere di fantascienza, in cui è usata come strumento narrativo per esplorare scenari ipotetici.